# Žanna Pintusevyčová
Žanna Pintusevyčová (ukrajinsky Жанна Пінтусевич-Блок; * 6. července 1972 Nižyn, Sovětský svaz) je bývalá ukrajinská atletka, běžkyně, jejíž specializací byl běh na 100 metrů a 200 metrů.

## Kariéra
Prvním mezinárodním úspěchem byly pro ni dvě zlaté medaile na mistrovství Evropy juniorů v roce 1991 (v bězích na 100 a 200 metrů). V kategorii dospělých na světovém šampionátu v roce 1997 získala stříbrnou medaili na 100 metrů a zlatou medaili na dvojnásobné trati. O čtyři roky později v Edmontonu zvítězila ve finále běhu na 100 metrů, v roce 2003 na mistrovství světa v Paříži skončila ve finále nejkratšího sprintu druhá. Je držitelkou dvou stříbrných medailí (na 100 a 200 metrů) z mistrovství Evropy v Helsinkách v roce 1994, stříbro z běhu na 200 metrů obhájila o čtyři roky později na evropském šampionátu v Budapešti.
Úspěšná byla i v halových soutěžích. V běhu na 60 metrů získala zlato na evropském halovém šampionátu v roce 1992, ze světových šampionátů v hale si na stejné trati odvezla bronzovou medaili v roce 1993 a zlatou v roce 2003. Častokrát byla podezřívána z užití dopingu, potrestána z tohoto důvodu byla až v roce 2011, pět let po skončení kariéry.

## Osobní rekordy
- 100 m – 10,82 (2001)
- 200 m – 22,17 (1997)
- 60 m (hala) – 7,04 (2003)